# Adriana Vieira Lomar
Adriana Vieira Lomar (Rio de Janeiro) é uma escritora brasileira, vencedora da 7° edição do Prêmio Kindle de Literatura (2023) com o romance "Ébano sobre os canaviais".
Adriana nasceu no Rio de Janeiro. De família alagoana, passou parte da infância e adolescência em Maceió até retornar, definitivamente, para o Rio de Janeiro em 1988. 
Formada em Direito pela Universidade Cândido Mendes, Adriana trabalhou como servidora pública no Tribunal de Justiça do Rio de Janeiro, até sua aposentadoria em abril de 2023.
Adriana fez pós-graduações em Literatura Contemporânea e Roteiro para TV, Cinema e Novas Mídias pela PUC-Rio. É integrante dos grupos literários "Os Quinze" e “Caneta, Lente & Pincel”.
Em 2006 publicou o livro de poemas “Carpintaria de Sonhos” prefaciado por Ivo Barroso. Em 2016 teve seu conto “Lindinalva, coração de amora” publicado na coletânea Contágios, organizada por José Castello, publicada pela editora Oito e Meio, e “Madre Terra” - edição bilíngue Italiano e Português - editora Acima Mandala.
Em 2020 lançou seu primeiro romance “Aldeia dos Mortos” pela editora Patuá, cuja trama é narrada do ponto de vista de um feto que atravessa a história da sua família, marcada por mulheres fortes, a fim de revelar as razões dos dramas familiares. 
No ano seguinte, publica seu primeiro livro de contos, “Ambiguidades”, pela editora Penalux. Os contos presentes no livro são enraizados e florescem em torno dos mesmos universos que a autora explora em seus romances e outras narrativas, dando origem gradualmente a temas que formam alguns eixos temáticos.
Em 2022, publica em e-book o romance “Ébano sobre os canaviais”, que narra a história de José, um jovem português que foge da peste e se apaixona por Ébano, uma negra alforriada. A trama atravessa as dificuldades do casal ante uma sociedade que recrimina a união inter-racial; o nascimento de um filho, e a pressão que faz com que Ébano tenha que abdicar da maternidade; e a ascensão de José, que se torna um rico comerciante e proprietário de um engenho de cana de açúcar. A história culmina no século 21 com Maria Antonieta, uma mulher racista que descobre sua verdadeira origem durante uma jornada de autoconhecimento.
“Ébano sobre os canaviais” foi o vencedor do 7º Prêmio Kindle de Literatura. O júri do prêmio foi composto por Sueli Carneiro, filósofa e ativista do movimento social negro; Ana Maria Gonçalves, escritora renomada e autora de "Um Defeito de Cor"; e Jeferson Tenório, autor de "O Avesso da Pele". O livro foi publicado pela José Olympio em 2023.
Além dos livros, Adriana contribuiu em publicações a revista Gueto (Premiação pelo conto “A mala”), Subversa, Obvious, Jornal Rascunho, Jornal O Relevo, São Paulo News.
Em 2024, o romance Ébano sobre os canaviais foi semifinalista do Prêmio Jabuti na categoria Romance de Entretenimento. A novela Corredor do tempo também foi reconhecida, sendo finalista na categoria Juvenil.

## Obras
- Contágios, org.: José Castello (Contos, 2016), com o conto “Lindinalva, Coração de Amora”.
- Aldeia dos Mortos (romance, 2020), Editora Patuá
- Ambiguidades (contos, 2021), Editora Penalux.
- Corredor do Tempo (novela, 2023).
- Ébano sobre os canaviais (romance, 2023), vencedor do 7º Prêmio Kindle de Literatura.